# Rue des Blancs-Manteaux
Pour les articles homonymes, voir Blancs-Manteaux.
La rue des Blancs-Manteaux est une rue ancienne de Paris, située dans le 4e arrondissement, dans le Marais, quartiers Saint-Gervais et Saint-Merri.

## Situation et accès
La rue des Blancs-Manteaux, d'une longueur de 330 mètres, est située dans le 4e arrondissement, quartiers Saint-Gervais et Saint-Merri, et commence au 51, rue Vieille-du-Temple et finit au 40, rue du Temple.
Ce site est desservi par les stations de métro Hôtel de Ville et Rambuteau.

## Origine du nom
L'origine du nom de la rue vient du fait que l'ordre mendiant des serviteurs de la Sainte Vierge qui s'établirent à l'endroit où se trouve désormais une église, portaient un manteau de couleur blanche.

## Historique
Au XIIIe siècle, cette voie était connue sous les noms de « rue de la Petite-Parcheminerie », « rue de la Vieille-Parcheminerie » ou plus simplement « rue de la Parcheminerie », à cause des établissements où l'on préparait la peau servant à faire des parchemins.
Elle reçut son nom définitif vers 1289, en raison de l'installation de l'ordre des serviteurs de la Sainte Vierge qui s'établirent en 1258 dans le couvent des Blancs-Manteaux voisin.
Elle est citée dans Le Dit des rues de Paris de Guillot de Paris sous le nom de « rue des Blans-Mantiaus ».
Elle est citée sous le nom de « rue des Blancz manteaux » dans un manuscrit de 1636 dont le procès-verbal de visite indique : « avons veu quantité de boues et immundices ».
Une décision ministérielle du 22 prairial an V (10 juin 1797) signée Bénézech, fixe la largeur de cette voie publique à 8 mètres.
Au XIXe siècle, la rue des Blancs-Manteaux, d'une longueur de 330 mètres, qui était située dans l'ancien 7e arrondissement, quartier du Mont-de-Piété, commençait aux 53-55, rue Vieille-du-Temple et finissait aux 22-24, rue Sainte-Avoye.

Les numéros de la rue étaient rouges. Le dernier numéro impair était le no 43 et le dernier numéro pair était le no 46.

## Bâtiments remarquables et lieux de mémoire
- No 2 : emplacement d'une maison où habita le chimiste Antoine-François Fourcroy.
- Du no 4 au 10 : square Charles-Victor-Langlois qui est l'emplacement d'un couvent où Saint Louis installa en 1258 l'ordre des serviteurs de la Sainte Vierge, porteurs de manteaux blancs. Ils sont remplacés peu après, en 1274, par les moines de l’ordre de Saint-Guillaume[5]. Au XVIIe siècle, ce couvent abrita un prieuré bénédictin de la congrégation de Saint-Maur.
- No 10 : ancienne fontaine des Guillemites, située contre l'église Notre-Dame-des-Blancs-Manteaux, fait l'objet d'une inscription au titre des monuments historiques depuis le 15 juin 1925[6].
- No 12 : église Notre-Dame-des-Blancs-Manteaux, dernier vestige du couvent. Les vestiges du couvent font l'objet d'un classement au titre des monuments historiques depuis le 14 novembre 1983[7].
- No 11: galerie d'architecture, lieu d'exposition et librairie dédiés à l'architecture.
- No 15 : théâtre des Blancs-Manteaux.
- No 16 : mont-de-piété ou Crédit municipal installé ici en 1790. Les bâtiments ont été commencés en 1786 par Viel de Saint-Maux, élève de Chalgrin[8] et agrandis au cours du XIXe siècle.
- No 22 : emplacement, en fond de parcelle, de l’hôtel de Novion. Construit en 1638, il était de style manièriste. Au XIXe siècle, il est considéré comme un des plus rares et des plus beaux exemples de l’art du XVIIe siècle. Il est détruit en 1885. Une partie de la façade a été plaquée sur le côté de l’immeuble du no 59, rue des Francs-Bourgeois[9].
- No 25 : le cabaret de L'Homme armé, existant depuis le XVe siècle. Relié à l'ancienne rue de l'Homme-Armé, perpendiculaire à la rue des Blancs-Manreaux, le lieu a disparu à la fin du XIXe siècle lors de la restructuration des rues du quartier.
- No 35 : immeuble du XVIIe siècle.
- No 37 : immeuble du XVIIe siècle.

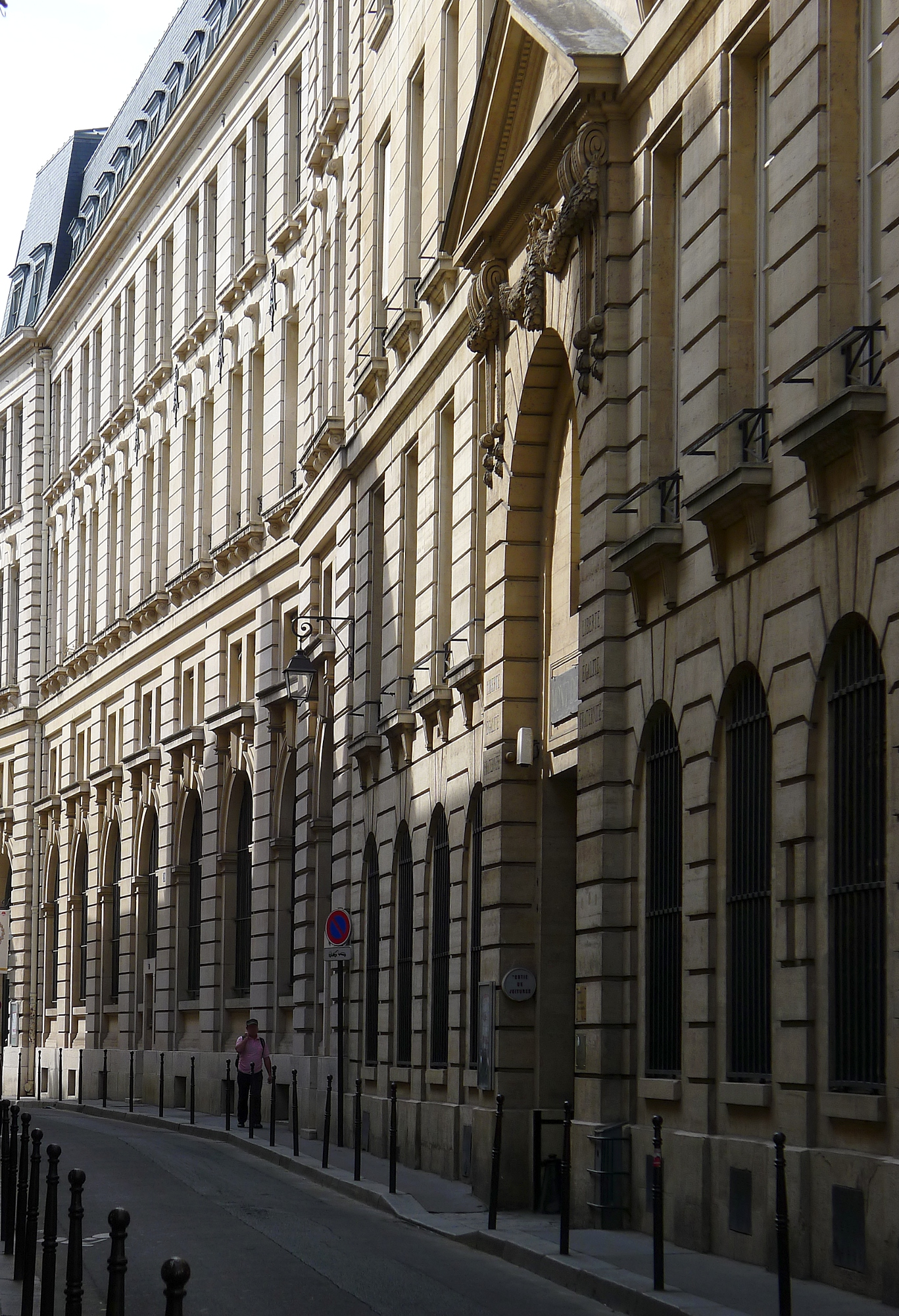
No 16 : Crédit municipal de Paris.

### Arts
Juliette Gréco et les Frères Jacques ont chanté Dans la rue des Blancs-Manteaux, chanson écrite par Jean-Paul Sartre et composée par Joseph Kosma. La chanson évoque les exécutions capitales qui y eurent lieu pendant la Révolution.
Extrait :
Dans la rue des Blancs-Manteaux

Le bourreau s'est levé tôt

C'est qu'il avait du boulot

Faut qu'il coupe des généraux

Des évêques, des amiraux,

Dans la rue des Blancs-Manteaux